# Darius Lukminas
Darius Lukminas, né le 9 février 1968 à Kaunas, est un basketteur lituanien.

## Club
- 1990-1996 :  Žalgiris Kaunas
- 1996-1998 :  Avtodor Saratov
- 1998-2001 :  Paks Atomerőmű
- 2003-2006 :  Baku Gala
- 2006 :  ASK Rīga
- 2006-2007 :  KK Atletas
- 2007 :  KK Sakalai

## Palmarès

### Club
compétitions nationales 
- Championnat de Lituanie de basket-ball 1991, 1992, 1993, 1994, 1995, 1996

### Jeux olympiques d'été
- Jeux olympiques de 1996 à Atlanta, États-Unis
  -  Médaille de bronze

### Championnat du monde
- Championnat du monde 1998, Grèce
  - 7e

### Championnat d'Europe de basket-ball
- Championnats d'Europe 1997 à Barcelone, Espagne
  - 6e
- Championnats d'Europe 1995 à Athènes, Grèce
  -  Médaille d'argent